# Diaphus kuroshio
Diaphus kuroshio és una espècie de peix de la família dels mictòfids i de l'ordre dels mictofiformes.

## Morfologia
- Els mascles poden assolir 4,9 cm de longitud total.[3][4]

## Depredador
A les Illes Kurils és depredat per Magnisudis atlantica.

## Hàbitat
És un peix marí i d'aigües profundes que viu entre 100-300 m de fondària.

## Distribució geogràfica
Es troba al Japó i a les Hawaii.